# Casa Museo Bernardo Houssay

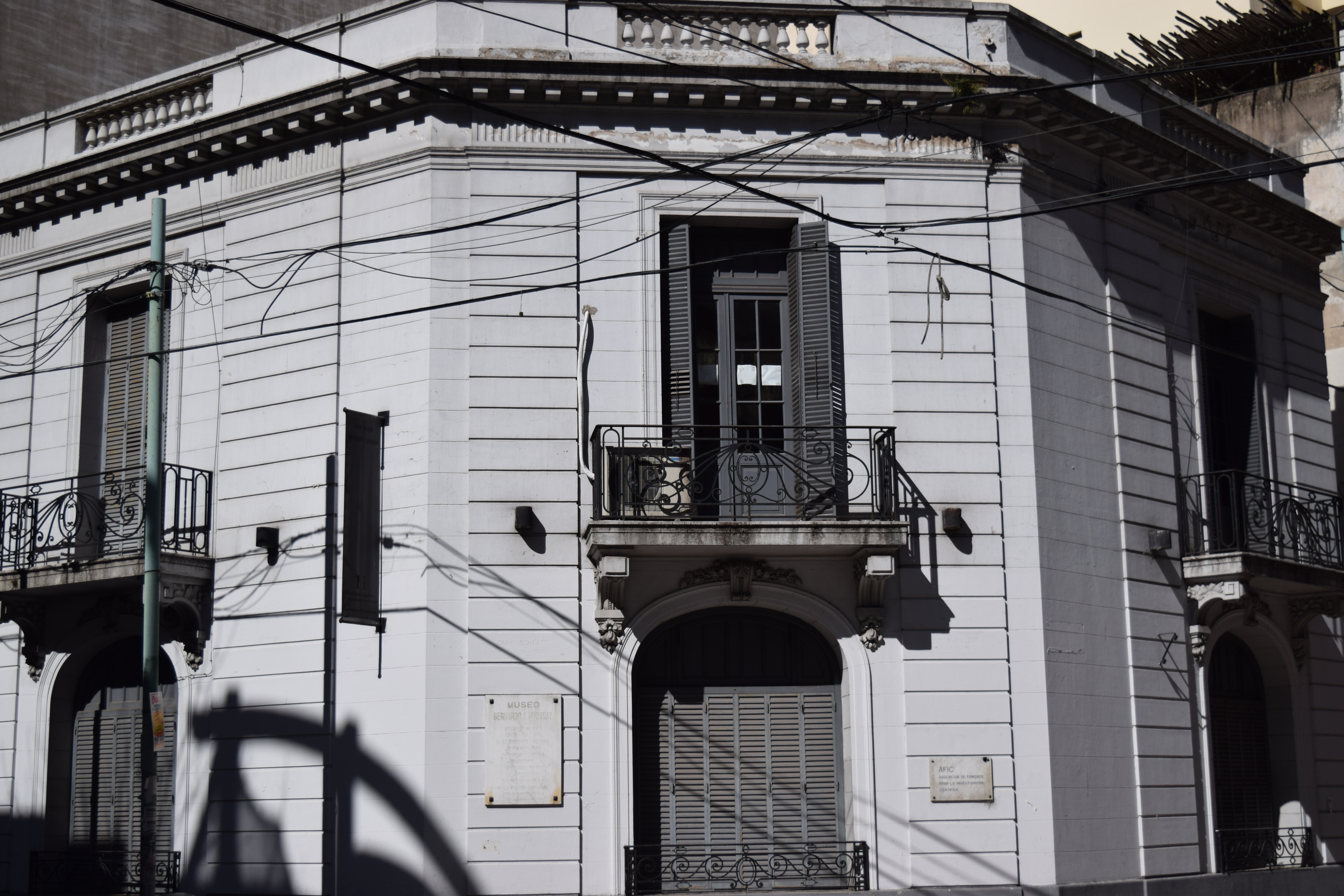

La Casa Museo Bernardo Houssay es un museo que funciona en la casa donde vivió el Premio Nobel de Medicina de 1947, Bernardo Alberto Houssay, junto a su esposa María Angélica Catán y sus hijos entre 1925 y 1971. La casa se encuentra en la ciudad de Buenos Aires, en la calle Viamonte 2790. Fue declarada Lugar Histórico Nacional en 1999 (Decreto 349/99).

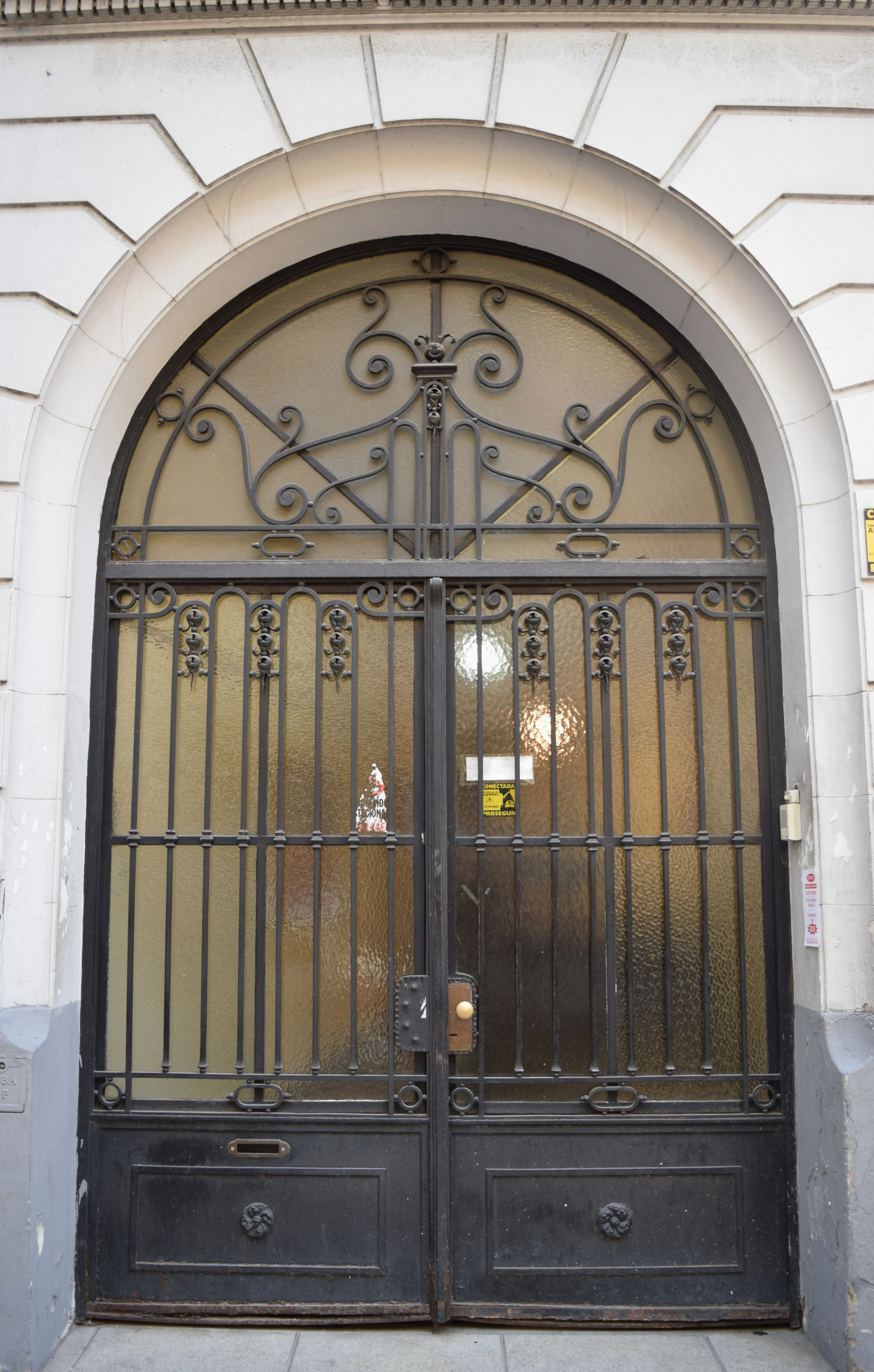

## Historia
La casa albergó a la familia Houssay por cuarenta y cinco años, desde 1925 hasta 1971, y fue construida en parte con el dinero que Bernardo Alberto Houssay obtuvo por el Premio Nacional de Ciencias de 1922.
La casa, de estilo neofrancés, consta de dos plantas y amplios ambientes, fue levantada con materiales robustos de la época, se destacan los pisos de roble de Eslovenia, sus grandes ventanas y ventanales a vidrio repartido y los balcones con vista a la calle.
Muchas de las ideas innovadoras del Dr. Bernardo Alberto Houssay surgieron en ese sitio, reflexionando en reuniones científicas, en charlas cotidianas con su esposa, la doctora en química, María Angélica Catán, quien tenía a cargo el minucioso trabajo de fichaje de artículos científicos.
Cuando venían científicos del exterior o parientes de Francia, él los recibía en esta casa. Allí también disfrutaba de las reuniones familiares. Sus conversaciones eran muy amenas por ser una persona de gran cultura, destacándose además su desempeño social.

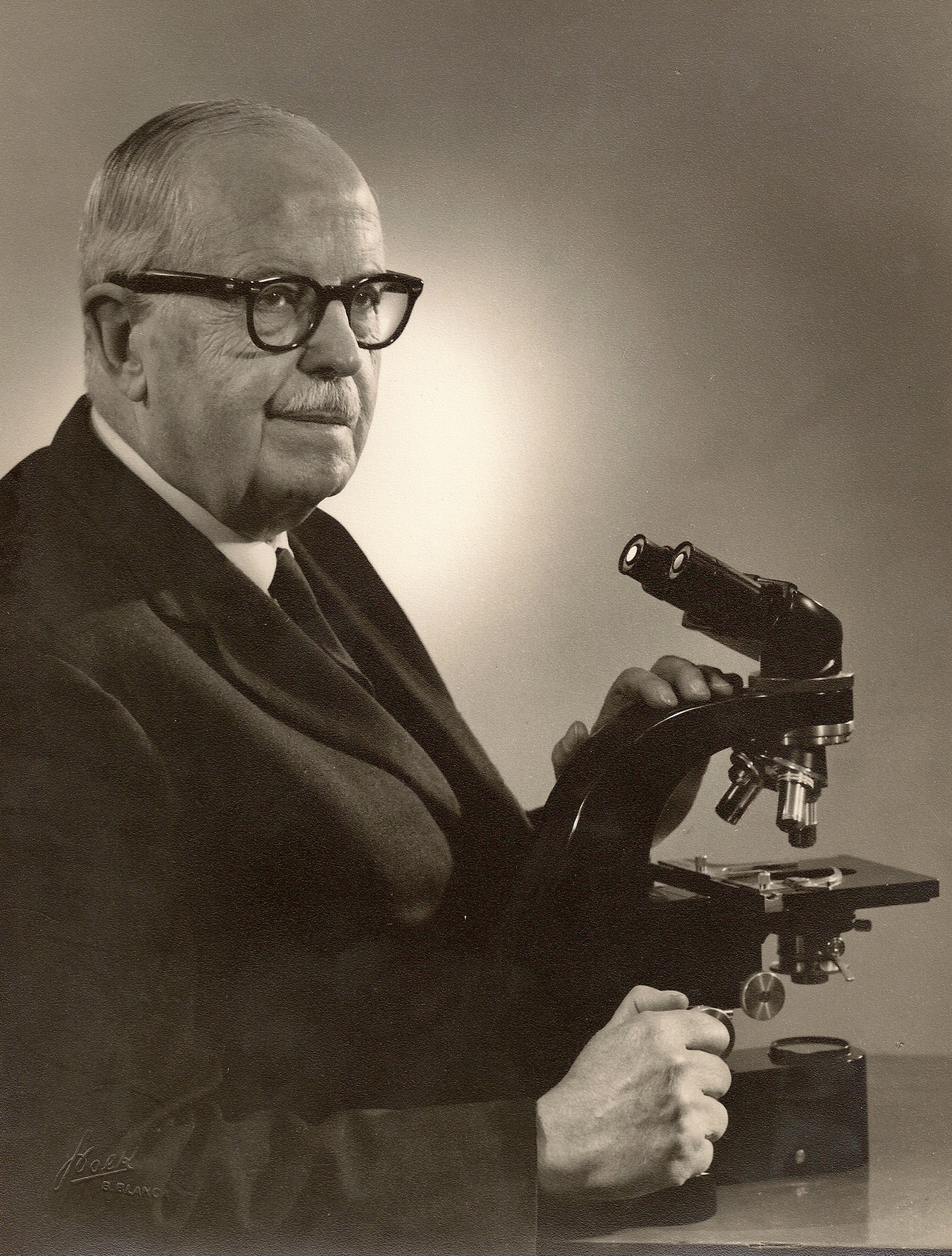

### Bernardo Alberto Houssay
El Dr. Bernardo Alberto Houssay desarrolló una extraordinaria carrera como docente e investigador. Fue uno de los principales impulsores de la ciencia en la Argentina. 
El 24 de octubre de 1947 es laureado con el Premio Nobel de Medicina por sus investigaciones y descubrimientos sobre el papel desempeñado por la hipófisis en la regulación de la cantidad de azúcar en sangre. Este avance fue fundamental en la lucha contra la enfermedad diabetes.
En palabras de Houssay: «El plan de toda mi vida ha sido trabajar duro en la investigación científica para crear un círculo científico de la más alta calidad científica y moral en nuestro país».
En este sentido, impulsó la creación de numerosos institutos de investigación y asociaciones médicas, entre los que se destacan la Sociedad Argentina de Biología (SAB), la Asociación Argentina para el Progreso de las Ciencias (AAPC), el Instituto de Biología y Medicina Experimental (IBYME), entre otros organismos. Fue fundador y primer presidente del Consejo Nacional de Investigaciones Científicas y Técnicas (CONICET).

## Casa Museo

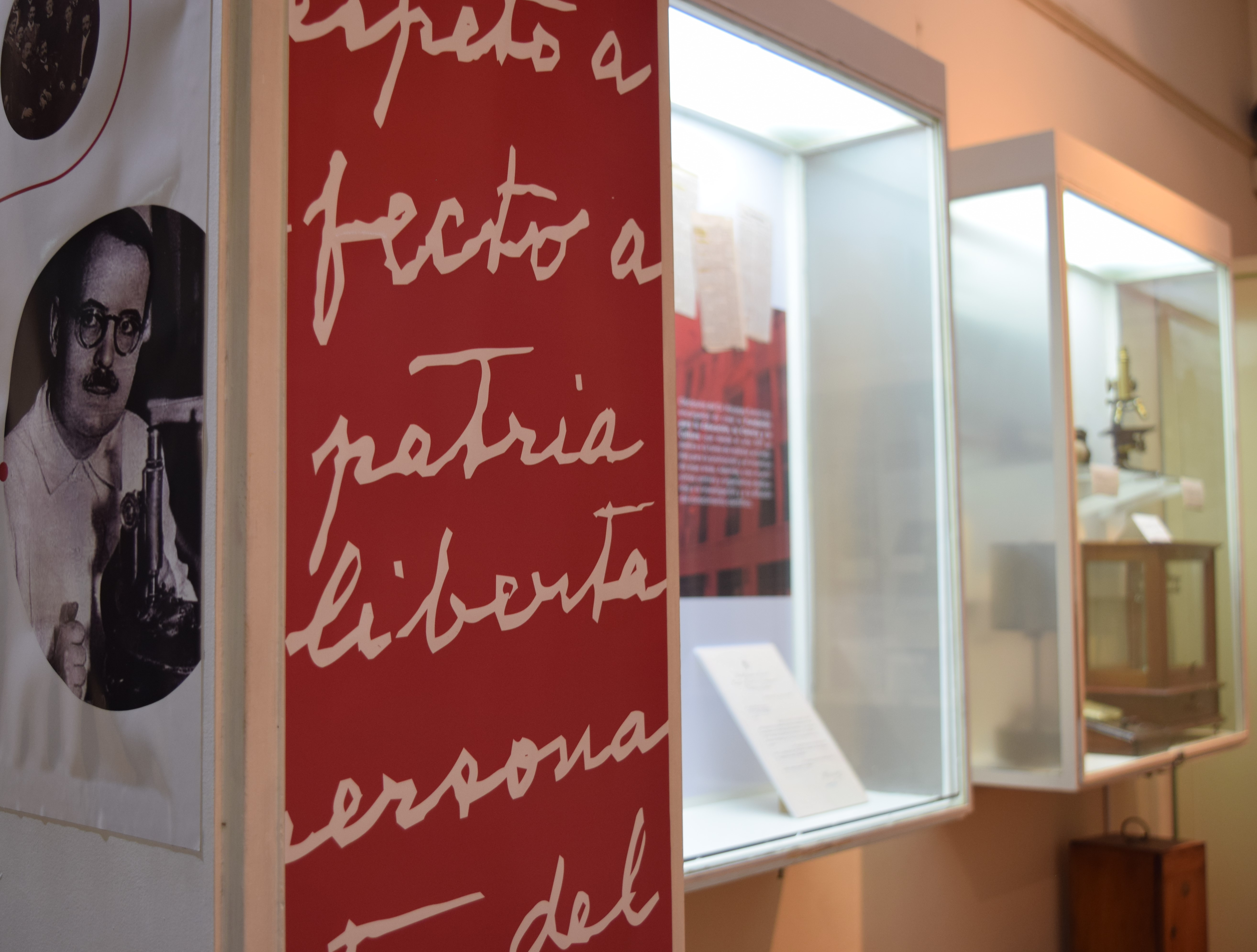

La casa donde viviera Houssay con su familia y el archivo personal del Premio Nobel fueron donados a la Fundación para la Educación, la Ciencia y la Cultura (FECIC) con el objetivo de promover su figura, difundir sus valores y sus logros profesionales y académicos.
De esta manera nació la Casa Museo Bernardo Houssay. Actualmente se exhibe una muestra permanente que abarca su despacho y biblioteca, que se conservan en su estado original, una sala con las condecoraciones recibidas por prestigiosas universidades, el instrumental de época y otros objetos personales, y algunos documentos históricos. Entre las condecoraciones más importantes se encuentra la réplica de la medalla de Premio Nobel con la que fue galardonado el Dr. Houssay en 1947.
Además, se programan muestras temporales que incluyen otros aspectos de la vida del Nobel. Estas muestras pueden ser visitadas por el público en general, y también se realizan visitas guiadas programadas con instituciones educativas. Asimismo se realizan jornadas y conversatorios sobre los distintos aspectos de la vida y obra del Premio Nobel, para permanecer vigente su legado.
La Casa Museo Bernardo Houssay participa en La Noche de los Museos organizada por la Ciudad de Buenos Aires.

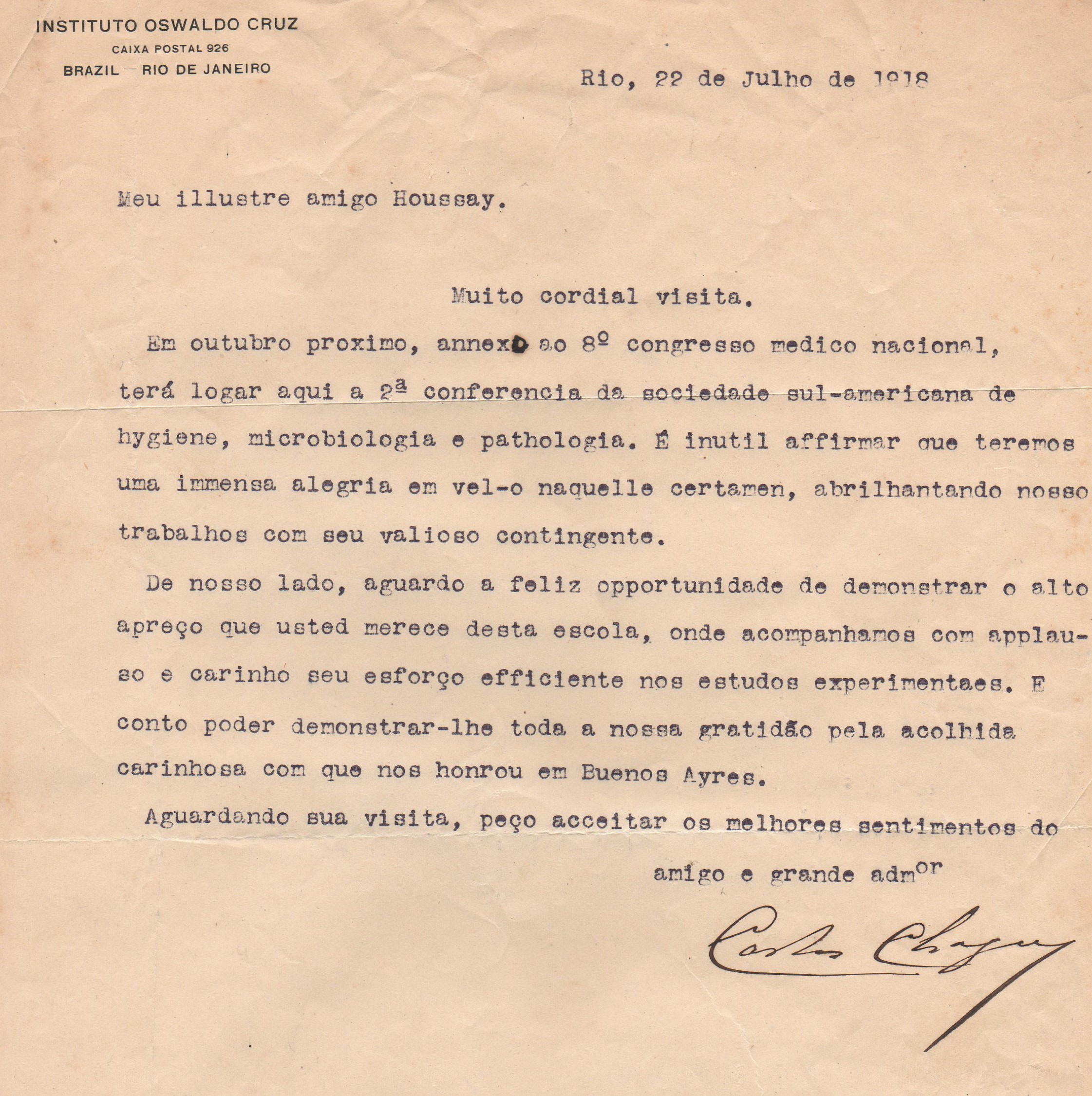

### Archivo Houssay
El fondo documental del Archivo Houssay consta de 50.000 documentos en soporte papel, e incluye cartas manuscritas y dactilografiadas, fichas, invitaciones, notas, informes, acuerdos y borradores de artículos publicados. El intercambio epistolar con colegas e investigadores de todo el mundo constituye una parte fundamental del acervo cultural de la Casa Museo.
Bernardo Alberto Houssay mantuvo correspondencia con destacadas personalidades como los Premio Nobel Edgar Douglas Adrian (Medicina en 1932), Severo Ochoa (Medicina 1959), Ulf Svante von Euler (Medicina en 1970), y Luis Federico Leloir (Bioquímica en 1970), prestigiosos investigadores de Europa como Carl von Noorden (Universidad de Viena), Eugene Gley, (Colegio de Francia), Gregorio Marañón (Instituto de Endocrinología de España), importantes médicos de América como Carlos Chagas (Instituto Oswaldo Cruz de Brasil), Alejandro Lipschutz (Instituto de Fisiología de Chile), Christiane Dosne (Universidad McGill de Canadá), Herbert McLean Evans (Universidad de California), Hans Selye (Universidad McGill de Canadá), Carlos Chagas h., (Universidad Federal de Río de Janeiro), Eduardo Cruz Coke (Universidad de Chile), Luis Felipe Hartmann (Facultad de Medicina UMSA de La Paz), Clemente Estable (Instituto de Investigaciones Biológicas de Montevideo), René Honorato (Universidad de Chile) y Raymund Zwemer (Universidad de Columbia), y destacados médicos del ámbito nacional como Eduardo Braun Menéndez (Instituto de Biología y Medicina Experimental), Rebeca Gerschman (Instituto de Fisiología de Buenos Aires), Carlos Galli Mainini (Instituto de Biología y Medicina Experimental de Buenos Aires), Eduardo De Robertis (Facultad de Medicina de Buenos Aires), Juan Carlos Fasciolo (Instituto de Fisiología de Buenos Aires), Oscar Orías (Instituto de Fisiología de Córdoba), Alberto Taquini (Instituto de Investigación Cardiológicas de Buenos Aires) y Virgilio Foglia (Instituto de Biología y Medicina Experimental), entre otros.

## La Fundación para la Educación, la Ciencia y la Cultura (FECIC)
La Fundación para la Educación, la Ciencia y la Cultura (FECIC) fue creada por iniciativa del Dr. Bernardo Houssay, sus discípulos le dieron forma con el objetivo de promover actividades culturales, educativas y científicas que contribuyan al desarrollo de la cultura nacional. Para tal fin, la fundación desde 1971 ha respaldado una cantidad de centros de investigación y numerosas iniciativas de prestigiosas instituciones, difundiendo luego los resultados obtenidos en conferencias, talleres y cursos en diversas sedes.
FECIC lleva adelante proyectos y programas en las áreas culturales, educativas y científicas, busca la celebración de convenios con diversos tipos de instituciones, tanto nacionales como extranjeras, y el desarrollo de acciones que tiendan al mejoramiento de los distintos actores de la comunidad.
Centros e institutos: Centro para la Promoción de la Conservación del Suelo y del Agua (PROSA), Instituto de Estudios Constitucionales (IEC), Centro de Experimentación Audiovisual (CEA), Centro de Estudios de Emprendimientos Culturales (CEDEC), Instituto del deporte, investigación, actividad física y salud (IDIAS), Cepario de Referencia para Lactobacilos (CERELA), Planta Piloto de Procesos Industriales Microbiológicos (PROIMI).
La sede principal es el edificio Centro Cultural Mariano Moreno ubicado en Moreno 431 de la Ciudad de Buenos Aires.